# Pleurotomaria perfasciata
Pleurotomaria perfasciata is een fossiele slakkensoort uit de familie van de Pleurotomariidae. De wetenschappelijke naam van de soort is voor het eerst geldig gepubliceerd in 1860 door Hall.